# (1156) Kira
(1156) Kira – planetoida z pasa głównego asteroid okrążająca Słońce w ciągu 3 lat i 127 dni w średniej odległości 2,24 au. Została odkryta 22 lutego 1928 roku w Landessternwarte Heidelberg-Königstuhl w Heidelbergu przez Karla Reinmutha. Nazwa planetoidy została nadana przez Maxa Mündlera, niemieckiego astronoma. Przed nadaniem nazwy planetoida nosiła oznaczenie tymczasowe (1156) 1928 DA.